# Florentino Castañeda y Muñoz
Florentino Castañeda y Muñoz (Laujar de Andarax, 3 de septiembre de 1905-Almería, 18 de noviembre de 1995). Historiador y escritor almeriense autor de más de cuarenta libros entre los que destacan Historia de la muy noble y muy antigua villa de Laujar de Andarax y Villaespesa: los mejores versos del mejor poeta.
En 1922 emigra con su familia a Madrid donde pasará por diversas ocupaciones como empleado de una mercería o una tienda de antigüedades. Finalmente, aprueba oposiciones a la Administración Local y llega a ser presidente del Colegio de Secretarios, Interventores y Depositarios de Madrid. Obtiene el título de profesor mercantil y, en 1980, regresa a Almería, donde residirá hasta su muerte. Descansa en el cementerio municipal de Laujar de Andarax junto a su esposa.

## Reconocimientos y premios
En 1943 fue homenajeado por todos sus compañeros de los Colegios de Administración Local de España. En su faceta literaria obtiene numerosos reconocimientos: La Gran Cruz de Caballero de la Orden de Cisneros (1950), El Blasón de Oro de Laujar (1984), El Escudo de Oro de Almería (1985), Miembro de Honor del Círculo Costarricense de Poetas amigos de Villaespesa (1973), Premio de la Casa de Almería en Barcelona, Uva de Oro de la Casa Regional de Almería en Madrid. Fue nombrado Académico de la Real Academia de la Historia (1993), de la Hispanoamericana de Heredia en Costa Rica (1973), de las Ciencias, Bellas Letras y Nobles Artes de Córdoba (1983).